# Szíjgyártó László
Szíjgyártó László (Budapest, 1916. július 11. – Budapest, 1983. október 1.) író, újságíró, műfordító.

## Életútja
1939-ben szerzett magyar–latin szakos diplomát a Pázmány Péter Tudományegyetemen. Dolgozott középiskolai tanárként, 1945-től 1949-ig a Vallás- és Közoktatási Minisztérium előadója, a Köznevelés szerkesztője volt. 1937 és 1944 között főmunkatárs a Magyar Út, a Magyar Élet és a Sorsunk című periodikáknál, az 1950-es években általános iskolai tanár, 1965-től 1971-ig az Európa Könyvkiadó, 1972-től haláláig a Magvető főszerkesztője.

## Munkássága
Rádiójátékokat, meséket, ifjúsági műveket írt Szíj Gábor álnéven, angol, amerikai, francia és német szépirodalmat fordított magyarra.

## Művei
- Az aranytermő körtefa (mesejáték, 1960)
- Csirigán úr szomszédai (színmű, 1961)
- Tanúvallomás egy perhez (elbeszélés, 1970)
- Egy barátság utolsó felvonása. Gombos Gyula és Szijgyártó László levelezéséből, 1973–1983; szerk. Gombos Zsuzsa; Antológia, Lakitelek, 2013

## Fontosabb műfordításai
- William Faulkner: Zsiványok, Európa, 1965
- Ford Madox Ford: A jó katona, Európa, 1966
- Norman Mailer: Meztelenek és holtak, Magvető, 1967
- Truman Capote: Hidegvérrel, Európa, 1967
- Agatha Christie: Tíz kicsi néger, Európa, 1968
- Robert Graves: Görög mítoszok, Európa, 1970
- James Jones: Most és mindörökké, Európa, 1972
- Günter Grass: A bádogdob, Magvető, 1973
- Somerset Maugham: Catilina, Magvető, 1973
- T. H. White: Üdv néked, Arthur, nagy király, Gondolat, 1973
- Dashiell Hammett: Az üvegkulcs, Magvető, 1976
- Dashiell Hammett: Véres aratás, Magvető, 1977
- Erich Maria Remarque: Éjszaka Lisszabonban, Magvető, 1979
- Peter Maas: Serpico, Magvető, 1979
- Ken Follett: Kulcs a Manderley-házhoz, Magvető, 1981
- Ken Follett: A tű a szénakazalban, Magvető, 1983
- Norman Mailer: A hóhér dala, Magvető, 1984
- George Orwell: Állatfarm, Európa, 1989
- George Orwell: 1984, Forum (Újvidék), 1986, újraszerkesztve: Európa, 1989